# Elecciones al Senado de los Estados Unidos de 2014
Las elecciones al Senado de los Estados Unidos de 2014 se celebraron el 4 de noviembre de 2014, para elegir 33 de los 100 escaños en el Senado de los Estados Unidos. 
Esta elección corresponde a la II Clase de senadores. las cuales desde las últimas décadas, han sido lideradas por los Republicanos.
En términos históricos, es de destacar que se cumplirán 100 años de la primera elección directa para Senadores en los Estados Unidos.